# 1967년 뉴욕 영화 비평가 협회상
제33회 뉴욕 영화 비평가 협회상은 1967년 영화를 대상으로 하는 시상식이다.

## 수상 및 후보

### 작품상
- 밤의 열기 속으로

### 감독상
- 졸업 - 마이크 니콜스 수상

### 각본상
- 우리에게 내일은 없다 - 로버트 벤튼 수상
- 우리에게 내일은 없다 - 데이비드 뉴먼 수상

### 여우주연상
- 위스퍼러스 - 에디스 에반스 수상

### 남우주연상
- 밤의 열기 속으로 - 로드 스테이거 수상

### 외국영화상
- 전쟁은 끝났다

### 특별상
- Bosley Crowther 수상